# Eligio Legović
 Eligio Legović (Kaštelir kraj Poreča, 20. lipnja 1949.), hrvatski arhitekt.

## Biografija
Eligio Legović rođen je u Kašteliru kod Poreča 20. lipnja 1949. godine. Nakon završene gimnazije odlazi u Zagreb gdje studira na Arhitektonskom fakultetu, na kome je diplomirao 1972. godine. 1982. godine stiče diplomu i na Arhitektonskom fakultetu u Veneciji.
Od 1973.- do 1976. radi u projektnoj organizaciji „Urbis 72”, a od 1976. do 1982. u porečkom „Geoprojektu”. 1983. godine vraća se u „Urbis 72” gdje radi do 1993. godine kada osniva Arhitektonski studio d.o.o. Poreč. 
1994. godina najznačajnija je u njegovom stvaralaštvu. Te su mu godine dodijeljene nagrade Zagrebačkog salona arhitekture i Grada Poreča za Biskupsku palaču u Poreču. Iste godine dovršava i svoje najznačajnije ostvarenje- pastoralno središte i crkvu Majke Božje Žalosne u Murinama kod Umaga (1992. – 1994.). 1996. sakralni kompleks u Murinama predstavljen je svjetskoj javnosti na međunarodnoj izložbi u Bologni i na 19. međunarodnom kongresu arhitekata u Barceloni.
Prema arhitektu Antoniju Rubbiju pojava Eligija Legovića u istarskoj arhitekturi „predstavlja nastavak razvoja arhitektonske misli pulskog kruka arhitekata iz Italije ( Pauletta, Heininger, Bearz i Brussi). Školovan u Zagrebu i Veneciji, Legović će potpuno izgraditi samosvojni arhitektonski vokabular, koji će uvelike biti određen hrvatskim i romanskim slojevima kulture u Istri“, (A. Rubbi- Tri nova objekta porečkog arhitekta Eligija Legovića, Novi List – Glas Istre, 10.07. 1990.).
Ostvarenja Eligia Legovića dosljedno poštuju materijalne i duhovne odrednice istarskog ambijenta. Cjelokupni spektar vrijednosti njegove arhitekture izvire iz čistoće arhitektonske kompozicije i autentične interpretacije postmoderne arhitekture. Među najznačajnijim Legovićevim ostvarenjima nastalim u vremenskom rasponu od 1976. do 2002. godine su: stambena zgrada s poštanskim uredom u Livadama kod Motovuna (1981.), dogradnja osnovne škole u Taru (1991.), Biskupska palača u Poreču (1992.), pastoralno središte i crkva Majke Božje Žalosne u Murinama kod Umaga (1994.), kuća za odmor na Ižu (1997.) i crkva sv. Nikole putnika u Puli (2001.)

## Pastoralno središte i crkva Majke Božje Žalosne u Murinama kod Umaga
Pastoralno središte i crkva Majke Božje Žalosne u Murinama kod Umaga jedno je od najznačajnijih ostvarenja hrvatske arhitekture s kraja 20. stoljeća. Gotovo nestvarno u prostoru u kome je niklo, lagano nijansiranim crvenkastim tonom pročelja s reduciranim detaljima bijelih ploha (vijenci, polukružna propovjedaonica na pročelju), kao da izrasta iz okolnog ambijenta istarske crljenice i stapa se s beskrajnim nebeskim plavetnilom. Začuđujuće jednostavnosti tlocrta, kompleks, koga čine longitudinala crkve sa sakristijom, župni ured s učionicom i pratećim prostorijama te odvojeni kampanilom, povezan s ostatkom kompleksa natkrivenim trijemom, Legović doslovce upisuje unutar kružnice, podsjećajući nas na jedan od najstarijih i nikad riješenih geometrijskih problema- izračunavanje kvadrature kruga. Mogli bi reći da Legović Murinskim kompleksom metafizičnost mediteranskog ugođaja crpi u kontrapunktu između, s jedne strane stroge racionalnosti i pragme, te neočekivanih i ponekad duhovitih detalja, kao što je primjerice asimetrijski glavni ulaz u crkvu s postrance dislociranim križem (isti će detalj ponoviti i u svetištu crkve) ili pak vanjskom ugaonom propovjedaonicom, ispod koje, iz popločenog trijema strši prirodno kamenje. S druge strane Legović smjelo desemantizira i poigrava se s nekim klasičnim značenjima iz svijeta građenja, primjerice poigravajući se odnosom prozor – vrata, koji kod njega prelaze u jedinstveni pojam vrataprozora. Shodno trenutnim zadatostima otvori na desnom zidu crkve mogu istovremeno biti i vrata i prozori ili pak jedno od to dvoje, čime se za velike posječenosti ili pak vrućih dana prostor crkve vrlo jednostavno može proširiti i na bočno dvorište. Kako će pisati Antonio Rubbi: “U gotovo neizražajnom ruralnom ambijentu u kojem nije postojala dominanta, radi davanja osnovnog obilježja karakteru kompozicije naselja, stvoren je takav sakralni kompleks koji se harmonično uklopio u širi okolni prostor podarivši mu svojom uravnoteženom ritmikom jasno vidljivu novu umjetničku dimenziju”. Prema Rubbiju, U Legovićevom slučaju prihvaćanjem “pozitivnih rezultata moderne arhitekture mediteranske provenijencije”. Ne manje značenje ima odnos prema tradicijskom graditeljstvu. “Kao arhitekt koji radi u Istri”, izjavit će Legović tijekom jednog razgovora za ČIP, “imam veliku sreću jer živim u pravom krajoliku za arhitekturu. Sam taj krajolik sazdan je tradicijom. Tradicija je za mene onaj kristalno čisti korpus istarske anonimne kuće i crkvice u krajoliku. Taj nejelementarniji praoblik, ta četiri zida lijepih proporcija, točnih dimenzija u odnosu na krajolik, osvijetljen jakim ljetnim suncem postaje tjelesniji, postojaniji, dok pod blijedim zimskim suncem kao da gubi na težini, postaje apstraktniji. Prostore koje međusobno tvore ti elementarni kubusi, ili sliku dugačkih zidova koji nastaju njihovim nizanjem, mislim da nosim u podsvijesti, sjećam ih se od najranijeg djetinjstva”. Dakako, uz te dvije tradicije, neizostavna je i autorska kreacija, ali i isticanje uzora i interes za suvremena arhitektonska kretanja. Legovića će kao uzore istaknuti Tadao Anda i Alvara Sizu. Ando, je prema njemu pretvorio prostor u samu svjetlost, dok su Siza “…i njegovi asketski zidovi, kristalni kubusi, arhitektura bez naglašenih detalja, postoji samo ono što mora postojati, jedan materijal- kao da nema materijala, materija- zid pretvorena u riječ – zid“- rekli bi, baš kao što je i njegov kompleks u Murinama.

## Ostvarenja i projekti

### Ostvarenja
- Zgrada sportskog centra” P Laguna” u Poreču, 1976.

(projekt 1976.)  
- Inretijer recepcije naselja Červar- Porat, 1976.

(projekt 1976.)
- Stambeno naselje „Stanica” u Bujama, 1979.

(projekt 1976.)
- Obiteljska kuća Ivić u Poreču, 1979.

(projekt 1976.)
- Obiteljska kuća Bratović u Poreču, 1979.

(projekt 1976.)
- Rekonstrukcija stambene zgrade, Garibaldijeva ulica, Buje, 1978.

(projekt 1977.)
- Stambene zgrade u Novigradu, 1980.

(projekt 1978.)
- Stambene zgrade u Taru, 1980.

(projekt 1978.)
- Poslovno stambena zgrada s poštom u Livadama, Motovun,1981.

(projekt 1979.)
- Stambene zgrade u Istarskim Toplicama, 1981.

(projekt 1980.)
- Obiteljska kuća Herak u Poreču, 1981.

(projekt 1980.)
- Obiteljska kuća Čehić u Poreču, 1982.

(projekt 1980.)
- Rekonstrukcija zgrada na Trgu slobode u Bujama, 1982.

(projekt 1980.)
- Obiteljska kuća Sedmak u Poreču, 1982.

(projekt 1981.)
- Dogradnja policijske postaje u Buzetu, 1982.

(projekt 1981.)
- Obiteljska kuća Radin u Poreču, 1984.

(projekt 1982.)
- Dogradnja restorana „Škaleta“ u Poreču, 1984.

(projekt 1983.)
- Preuređenje hotela i kavane „Parentino“ u Poreču, 1984.

(projekt 1983.)
- Recepcija turističkog naselja „Belvedere“ u Vrsaru, 1984.

(projekt 1983.)
- Obiteljska kuća Čeak u Poreču, 1984.

(projekt 1983.)
- Preuređenje i dogradnja osnovne škole u Višnjanu, 1986.

(projekt 1985.)
- Autobusni kolodvor u Vrsaru, 1987.

(projekt 1986.)
- Obiteljska kuća Finderle u Pazinu, 1988.

(projekt 1982.)
- Preuređenje zgrade Instituta za poljoprivredu i turizam u Poreču, 1989.

(projekt 1987.)
- Preuređenje zgrade Srednjoškolskog centra u Poreču, 1989.

(projekt 1988.)
- Zvonik župne crkve u Vrsaru, 1991.

(projekt 1987.)
- Rekonstrukcija i dogradnja obiteljske kuće Baf u Labincima, 1991.

(projekt 1990.)
- Preuređenje i dogradnja osnovne škole u Taru, 1991.

(projekt 1990.)
- Preuređenje i dogradnja osnovne škole u Svetom Lovreču, 1991.

(projekt 1990.)
- Rekonstrukcija i dogradnja obiteljske kuće Krnajski u Fuškulinu, 1992.

(projekt 1990.)
- Poslovna zgrada kod Doma zdravlja u Poreču, 1992.

(projekt 1991.)
- Biskupska palača u Poreču, 1992.

(projekt 1991.)
- Pastoralni centar i crkva u Murine|Murinama kod Umaga, 1994.

(projekt 1992.)
- Zavjetna kapela Kamenovasi, Karojba, 1994.

(projekt 1993.)
- Preuređenje zgrade osnovne škole na talijanskom jeziku u Poreču, 1995.

(projekt 1993.)
- Kuća za odmor, Veli Iž, 1997.

(projekt 1995.)
- Župna kuća u Umagu, 1998.

(projekt 1996.)
- Rekonstrukcija i nadogradnja crkvenog tornja u Funtrani, 2000.

(projekt 1994.)
- Stambene kuće u nizu „Finida“ u Poreču, 2000.

(projekt 1995.)
- Preuređenje i dogradnja osnovne škole u Kašteliru, 2000

(projekt 1998.)
- Dogradnja doma svećenika „Betanija“ u Puli, 2000.

(projekt 1998.)
- Rekonstrukcija, adaptacija i dogradnja kaštela Vergottini u Vrsaru, 2000

(projekt 1999.)
- Zgrada pomoćnih prostorija na groblju u Labincima, 2000.

(projekt 1999.)
- Dogradnja krila zgrade osnovne škole na talijanskom jeziku i novog stepeništa za Sabornicu, 2001.

(projekt 1995.)
- Proširenje crkve sv. Pavla i uređenje okoliša u Puli, 2001.

(projekt 2000.)
- Crkva sv. Nikole putnika u Puli, 2001.

- Pastoralni centar u Potpićnu, 2002.

(projekt 1993.)
- Crkva u Pješčanoj uvali u Puli, 2002.

(projekt 1993.)
- Osnovna škola u Vižinadi, 2002.

(projekt1997.)
- Trgovački centar „Cantina“ u Poreču, 2002.

(projekt 2000.)
- Rekonstrukcija područne škole u Momjanu, 2002.

(projekt 2001.)
- Školski brijeg, Buje, 2005.

- Crkva Vidikovac, Alberi kod Savudrije

- Dogradnja zgrade Pučkog otvorenog sveučilišta u Poreču 2007.

( u izvedbi )
- Hotelski kompleks Kempinski Adriatic Hotel & Resort, Alberi kod Savudrije, 2007.

( u izvedbi)

### Projekti
- Projekt Društvenog doma Štrpedu kod Buzeta, 1977.

- Projekt rekonstrukcije i dogradnje zdravstvene ambulante u Buzetu, 1979.

- Projekt stambenog naselja „Stanica – Jug“ u Bujama, 1981.

- Projekt zdravstvene ambulante u Vrsaru, 1984.

- Projekt višestambene zgrade u Špadićima u Poreču, 1984.

- Projekt talijanske osnovne škole u Bujama, 1991.

- Projekt hotela kod stare škole u Vrsaru, 1992.

- Projekt pastoralnog centra u naselju Mali maj u Poreču, 1992.

- Projekt preuređenja i dogradnje zimskog bazena na otoku Brijuni, 1993.

- Projekt hotela kod stare škole u Vrsaru, 1994.

- Projekt rekonstrukcije interijera restorana „Galija“ u Poreču, 1994.

- Projekt crkve na Velom vrhu u Puli, 1995.

- Projekt preuređenja općinske zgrade u Poreču,1996.

- Projekt kompleksa podzemne garaže, hotela, i poslovno – stambene zgrade na lokaciji „Nikola Tesla“ u Rijeci, 1996.

- Projekt osnovne škole u Vrsaru, 1996.

- Projekt memorijalne kapele u Ćabrunićima, 1996.

- Projekt apartmanskog objekta u Zambratiji u Umagu, 1997.

- Projekt obiteljske kuće Frketić- Bosančić, 1998.

- Projekt pastoralnog centra u naselju Finida u Poreču, 1998.

- Projekt osnovne škole i sportske dvorane u Bujama, 1999.

- Projekt motela u Plovaniji kod Buja, 2000.

- Projekt rekonstrukcije područne škole u Brtonigi, 2001.

- Projekt Lapidarija u Novigrad|Novigradu, 2001.

- Projekt Talijanske osnovne škole u Bujama, 2001.

- Projekt župnog središta Sv. Josipa u Puli, 2001.

- Projekt višestambene zgrade u Puli, 2001.

- Projekt crkve sv. Ivana u Puli, 2002.

- Projekt Doma obrtnika u Poreču, 2002.

- Projekt dogradnje Visoke poljoprivredne škole u Poreču, 2002.

- Projekt školske sportske dvorane i igrališta osnovne škole u Vižinadi, 2002.

- Projekt „Crkve hrvatskih mučenika“ u Udbini, 2004.

- Projekt pastoralnog centra Sv. Obitelji u Rovinju, 2004.

### Natječaji
- Lučica u Malom Lošinju, 1987. II. nagrada

- Crkva sv. Mati Slobode u Zagrebu, 1994.

- Rekonstrukcija zgrade Pučkog otvorenog sveučilišta u Poreču, 1998., I. nagrada

- Lapidarij u Novigradu, 2001.

- Crkva sv. Josipa u Puli, 2001, I. nagrada

- Crkva Hrvatskih mučenika u Udbini, 2004.

- Projekt pastoralnog centra Sv. Obitelji u Rovinju, 2007. jedna od četiri jednako vrijedne nagrade